# Tractat de París de 1900
El Tractat de París, publicat en la Gaseta espanyola el 30 de març de 1901 amb el títol de Conveni entre Espanya i França per a la delimitació de les possessions de tots dos països en la costa del Sahara i en la del Golf de Guinea, va ser signat el 27 de juny de 1900 entre el Regne d'Espanya (sota el govern de la regent Reina Maria Cristina d'Habsburg-Lorena) i la Tercera República Francesa (presidida per Émile Loubet), actuant com a representants dels respectius governs Fernando León y Castillo, ambaixador espanyol a França i Théophile Delcassé, Diputat i Ministre de Negocis Estrangers francès.

## Termes del tractat
El conveni establia fronteres reconegudes per ambdues parts entre els territoris administrats per ambdues nacions a l'àrea del golf de Guinea i a la zona de Cap Juby, Saguia el Hamra i Riu d'Or.
En funció dels termes del tractat, es van definir i van establir els límits precisos a les fronteres entre el territori francès i espanyol entorn de Riu Muni, en el que posteriorment seria la Guinea Espanyola. A més, reservava un dret preferent a França per ocupar els territoris espanyols si Espanya decidís abandonar les seves possessions a Riu Muni.
Segons el text del tractat o conveni, els territoris intercanviats amb la delimitació establerta en el text es transferirien d'administració el 27 de març de 1901, o abans si fos possible.